# Żyły łokciowe

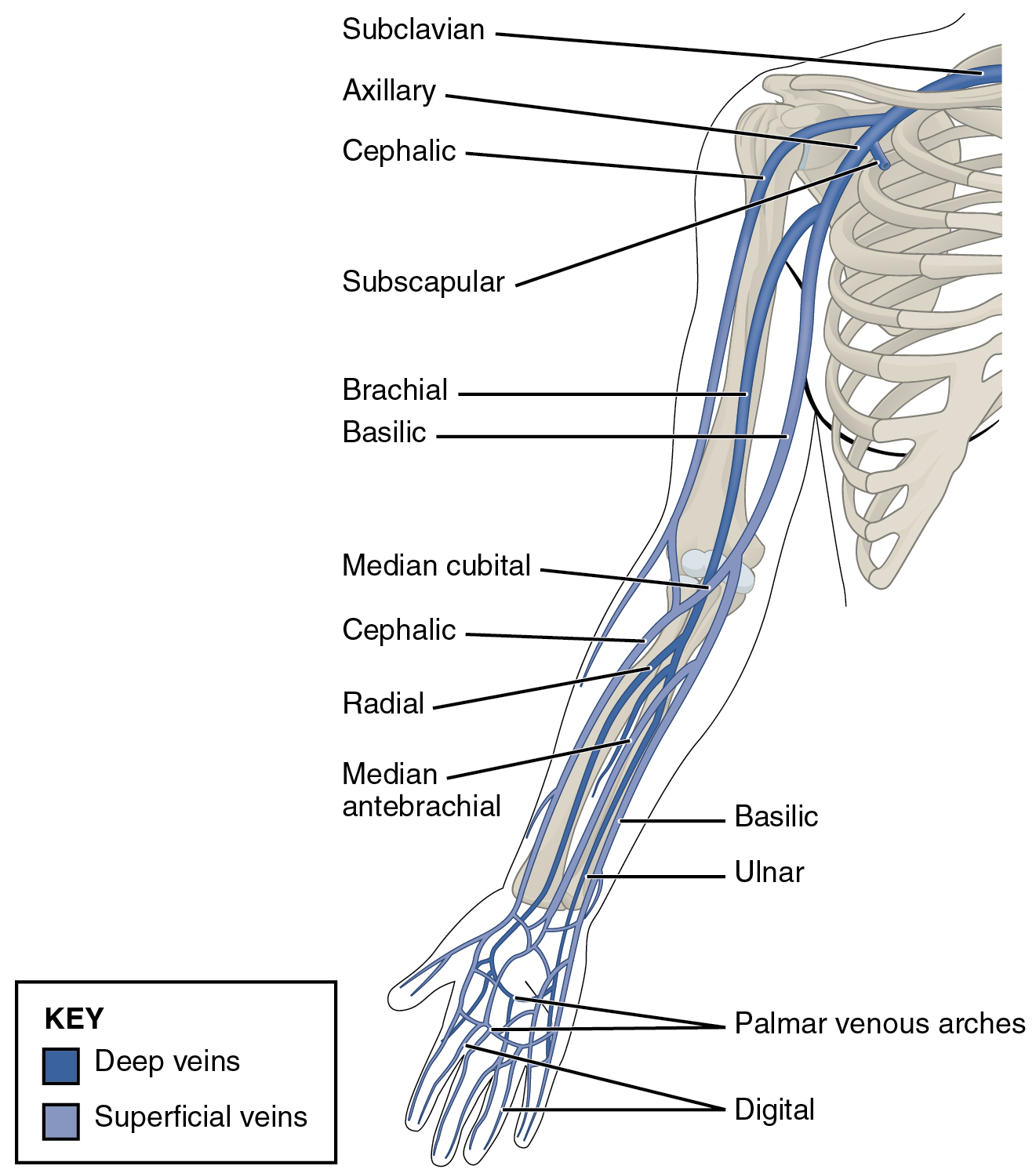
Żyły kończyny górnej – żyły łokciowe podpisane jako Ulnar

Żyły łokciowe, żyły towarzyszące tętnicy łokciowej (łac. venae ulnares, venae comitantes arteriae ulnaris) – w anatomii człowieka dwie żyły należące do układu żył głębokich kończyny górnej, przebiegające na przedramieniu wspólnie z żyłami promieniowymi. Powstałe z łuków żylnych dłoni, towarzyszą one tętnicy łokciowej. Biegną w komorze przedniej zginaczy. Żyły te łączą liczne krótkie zespolenia, co może utrudniać podwiązywanie tętnic. Żyły promieniowe i żyły łokciowe ulegają połączeniu, tworząc żyły ramienne od zgięcia łokciowego.